# AIM-9 Sidewinder
AIM-9 Sidewinder («Са́йдвіндер») — американська ракета класу «повітря — повітря» ближнього радіуса дії, розроблена компанією Raytheon в середині 1950-х років. Після прийняття AIM-9 на озброєння 1956 року, ракета багаторазово вдосконалювалась і досі перебуває у серійному виробництві. Більшість модифікацій AIM-9 оснащені інфрачервоною системою самонаведення.
З 1955 року випущено понад 200 тисяч ракет, що робить AIM-9 однією з наймасовіших ракет класу «повітря — повітря» в історії. Крім того, ними було збито 270 літаків — більше, ніж будь-якою іншою ракетою «повітря — повітря».
AIM-9 була прийнята на озброєння в США, Великій Британії, Франції, Німеччині, Австралії та в інших країнах світу. В різні роки ракету експлуатували військово-повітряні сили понад 50 країн.

## Історія створення
Розробка ракети розпочалася у 1946 році на Морській артилерійській випробувальній станції в штаті Каліфорнія. Розробники прагнули створити компактну (діаметром не більше 12,7 см) ракету з тепловим наведенням. Спочатку роботи мали неофіційний характер і не фінансувалися міністерством оборони. 
Проєкт був ініційований Вільямом Б. Макліном як внутрішнє наукове дослідження. Спочатку Маклін назвав свою розробку «Локальний запалювальний проєкт 602» (англ. «Local Fuze Project 602»), використовуючи лабораторне фінансування, допомогу волонтерів і кошти на розробку запалів для створення так званої ракети з тепловим наведенням. Назва «Sidewinder» була обрана у 1950 році — це загальна назва змії Crotalus cerastes (рогата гримуча змія), яка полює на теплокровну здобич, використовуючи інфрачервоні сенсорні органи.
Офіційне фінансування проєкт отримав лише у 1951 році, коли розробка досягла достатнього рівня для демонстрації адміралу Вільяму «Діку» Парсонсу, заступнику начальника Бюро озброєнь. У 1952 році проєкту було надано офіційний статус. Спочатку ракета називалася «Sidewinder 1», а перший бойовий запуск відбувся 3 вересня 1952 року.
11 вересня 1953 року під час випробувань ракета успішно збила безпілотну мішень. У тому ж році вона отримала офіційне позначення XAAM-N-7. У 1954 році було здійснено 51-й керований політ, а малосерійне виробництво ракети розпочалося 1955 року на заводах компанії General Electric. У травні наступного року вона була офіційно прийнята на озброєння американських ВМС під назвою AAM-N-7 Sidewinder IA, своє нинішнє позначення, AIM-9, ракета отримала в 1963-му в новій системі позначень. Водночас повітряні сили віддали перевагу іншій ракеті — AIM-4 Falcon. Хоча AIM-9 була кращою за свого конкурента, але через суперництво між двома видами військ, вона тоді так і не була прийнята на озброєння американських ПС.

F-104 Starfighter здійснює тестовий запуск ракети AIM-9 Sidewinder по безпілотній мішені QF-80 на авіабазі Еглін.

## Варіанти та модифікації

### AIM-9A
Прототип, який випробовувався у 1953 році. Був прийнятий на озброєння в 1956 і пішов у обмежене виробництво з 1955 року. Всього було виготовлено 240 ракет цієї моделі.

### AIM-9B
Перша модифікація ракети запущена у масове виробництво. Була прийнята на озброєння у 1956 році, одночасно з AIM-9A. Неохолоджувана ГСН мала кут огляду всього 4 градуси і відносно низьку швидкість конусного сканування - через що ракета була малоефективна проти активно маневруючих цілей. Має максимальне перевантаження до 10G. Тим не менш, саме ці ракети вперше брали участь в повітряних боях над Тайванською протокою в 1958 році, де був зафіксований ряд попадань по китайських винищувачах. Виготовлялась до 1962 року. Всього було виготовлено більш ніж 80000 ракет для ВМФ і ПС.

### AIM-9C
Варіант ракети з новим двигуном Hercules Mk 36, який збільшив радіус польоту до 18км. Оснащувалась напівактивною радіолокаційною ГСН і більш потужною стержневою бойовою частиною. В період з 1965 по 1967 роки було виготовлено біля 1000 ракет, але їх бойове застосування було в основному невдалим. 

### AIM-9D
Аналог AIM-9C, проте замість напівактивного радіолокаційного самонаведення, у ній використовувалася ІЧ ГСН. На ній було вперше використано охолодження ІЧ ГСН рідким азотом, що дозволило збільшити чутливість головки. Кут огляду ГСН був зменшений до 2,5 градусів, що дозволило зменшити вплив на ГСН ракети сторонніх перешкод. Ракета була здатна витримувати більші перевантаження. Було виготовлено близько 1000 ракет.

### AIM-9L
Значним кроком у розвитку ракети стала модель AIM-9L («Lima»), яка була запущена в серійне виробництво 1977 року. Це була перша універсальна версія, здатна атакувати з усіх напрямків, в тому числі в лоб, що кардинально вплинуло на тактику ведення ближнього бою. Його перше бойове застосування було здійснено парою F-14 ВМС США в затоці Сідра в 1981 році проти двох лівійських Су-22, причому обидва останні були знищені ракетами AIM-9L. Вперше у великомасштабному конфлікті «Ліма» була застосована Великою Британією під час Фолклендської війни 1982 року. У цій кампанії «Ліма», як повідомляється, досягла влучань з 80 % пусків, що є значним покращенням у порівнянні з 10-15 % рівнями попередніх версій, набравши 17 влучань та 2 спільних влучань проти аргентинських літаків.

### AIM-9M
AIM-9M була розроблена на початку 80-х років, і об’єднала в собі усі можливості минулої версії L. Модернізація проводилась з урахуванням досвіду використання британськими літаками Sea Harrier та Harrier ракет AIM-9L для знищення аргентинської авіації під час війни за Фолклендські острови. В результаті модернізації ракета отримала масивніші рулі керування, для забезпечення кращої маневровності, нову інфрачервону головку самонаведення, а також модернізований двигун Hercules Mk.36 Mod.9. В новій версії розробники приділили увагу охолодженню матриці для забезпечення тривалої роботи головки. Максимальна дальність ракети по нерухомій цілі сягає 21 км.

### AIM-9Х
Розробка ракети AIM-9Х стала повним переосмисленням ракети малого радіуса дії. Новий двигун MK-139 збільшив максимальну дальність польоту до 30 км (21 км у версії М) по нерухомій цілі, а також максимальну швидкість ракети. Ракета отримала досконалішу систему LOAL – захоплення після пуску, що чудово підходило до веденої корекції ракети по лінії зв’язку Link 16. Її стандартна інфрачервона головка самонаведення була замінена на інфрачервону камеру, що покращило можливість захоплення цілі та її супроводження, оскільки інфрачервона камера менш чутлива до теплових завад противника. Ракета отримала систему приймання радіозв’язку, що додало можливість використовувати режим радіокорекції при стрільбі на максимальні дальності.

#### AIM-9X Block II
Це найсучасніша модифікація ракети, вона має модернізований підривник і цифровий запобіжник, які гарантують безпеку в польоті. Ракета також обладнана можливістю блокування після запуску за допомогою нового каналу передачі даних. Конструктивно вона має фіксоване переднє оперення і менші за розміром ребра, призначені для підвищення льотних характеристик. Особливість цієї версії полягає в тому, що її двигун ATK MK-139 має керований вектор тяги, що дозволяє суттєво покращити маневреність ракети. Швидкість і дальність ураження повітряних цілей нової ракети засекречені.

#### AIM-9X Block III
У вересні 2012 року компанії Raytheon було наказано продовжити розробку ракети Sidewinder у варіанті Block III, навіть попри те, що Block II ще не надійшов на озброєння. ВМС США прогнозували, що нова ракета матиме на 60 відсотків більшу дальність, сучасні компоненти, які замінять застарілі, а також бойову частину з нечутливих боєприпасів — більш стабільну та менш схильну до випадкового підриву, що підвищує безпеку для наземного персоналу. Необхідність збільшення дальності AIM-9 була зумовлена появою цифрових пристроїв радіочастотної пам’яті (антирадари), які можуть «засліплювати» бортовий радар ракети AIM-120D AMRAAM, тому пасивна інфрачервона головка самонаведення Sidewinder Block III вважалася корисною альтернативою. Хоча вона могла б доповнювати AMRAAM у боях поза межами візуальної видимості (BVR; англ. «beyond visual range»), вона все одно зберігала б здатність діяти в межах візуального контакту. Модифікацію AIM-9X вважали економічно вигідною альтернативою розробці нової ракети в умовах скорочення бюджету. Щоб досягти збільшення дальності, у ракетному двигуні мали поєднати підвищену продуктивність і оптимізоване енергоспоживання. Block III мав «використовувати» блок наведення та електроніку від Block II, включно з каналом зв'язку, заснованим на технологіях AMRAAM. Початок експлуатації Block III планувався на 2022 рік, одночасно зі збільшенням кількості винищувачів п’ятого покоління F-35 Lightning II у військах. ВМС наполягали на цій модернізації у відповідь на прогнозовану загрозу, яку аналітики пов’язують із труднощами ураження майбутніх китайських винищувачів п’ятого покоління (Chengdu J-20, Shenyang J-31) за допомогою радарної ракети AMRAAM — зокрема через те, що китайські досягнення в електроніці дозволять їхнім літакам використовувати радари з АФАР як засоби радіоелектронної боротьби для зниження ймовірності ураження ракетою AIM-120. Однак у бюджеті ВМС на 2016 фінансовий рік програму AIM-9X Block III було скасовано, оскільки скоротили закупівлі винищувачів F-35C. Основним призначенням цієї версії ракети було забезпечення можливості нести шість BVR-ракет. Бойова частина з нечутливими боєприпасами буде збережена для загальної програми AIM-9X.

### FrankenSAM
У серпні 2023 року Мілітарний припускав, що ракети AIM-9 запускатиме із землі зенітно-ракетний комплекс NASAMS.
У жовтні 2023 року повідомлялося, що українські фахівці знайшли спосіб запускати ракети з землі. За даними Мілітарного, український та американський ОПК створили імпровізовану наземну пускову установку, що може застосовувати ракети AIM-9. Цей та інші подібні проєкти (наприклад, інтеграція ракет Patriot на невідомий радянський ЗРК і RIM-7 до «Бука») отримали неформальну назву FrankenSAM.
У травні 2024 стало відомо, що українські військові отримали на озброєння останню версію комплексів NASAMS 3, що можуть застосовувати нові AIM-9X.

## Бойове застосування

### Бойове хрещення: Тайванська протока, 1958
Перше бойове застосування ракети Sidewinder відбулося 24 вересня 1958 року Повітряними силами Республіки Китай (Тайвань) під час Другої кризи в Тайванській протоці. На той час тайванські F-86 Sabre від компанії North American регулярно вступали в повітряні бої з літаками Китайської Народної Республіки (КНР) над Тайванською протокою. Подібно до повітряних сутичок часів Корейської війни між F-86 і попереднім МіГ-15, китайські МіГ-17 літали на великій висоті над тайванськими Sabre, залишаючись недосяжними для їхніх 12,7-мм кулеметів і вступаючи в бій лише за сприятливих умов.
У рамках суворо засекреченої операції Сполучені Штати надали тайванським військовим кілька десятків ракет Sidewinder, а також направили авіаційно-технічну групу Корпусу морської піхоти США для модифікації літаків під використання цих ракет. Під час першої зустрічі 24 вересня 1958 року пілоти ПС Китайської Республіки (Тайвань) використали Sidewinder, щоб атакувати МіГ-17 під час їхнього проходу. Ця подія стала першим успішним бойовим застосуванням керованих ракет «повітря — повітря», а збиті МіГи стали першими втратами в результаті такого бою.
Під час боїв у Тайванській протоці 1958 року одна ракета AIM-9B, випущена ПС Тайваню, влучила в МіГ-17 ПС КНР, але не вибухнула — ракета застрягла в фюзеляжі літака, що дозволило пілоту повернутися на базу разом із нею. Згодом радянські інженери заявили, що захоплена ракета Sidewinder стала для них справжнім «університетським курсом» з ракетобудування і суттєво покращила можливості СРСР у сфері повітряного бою. Вони здійснили зворотне проектування ракети, створивши її копію — ракету Вимпел К-13 (Р-3С), відому в НАТО під назвою AA-2 Atoll. Вона надійшла на озброєння радянських ВПС у 1960 році.

### Війна у В'єтнамі

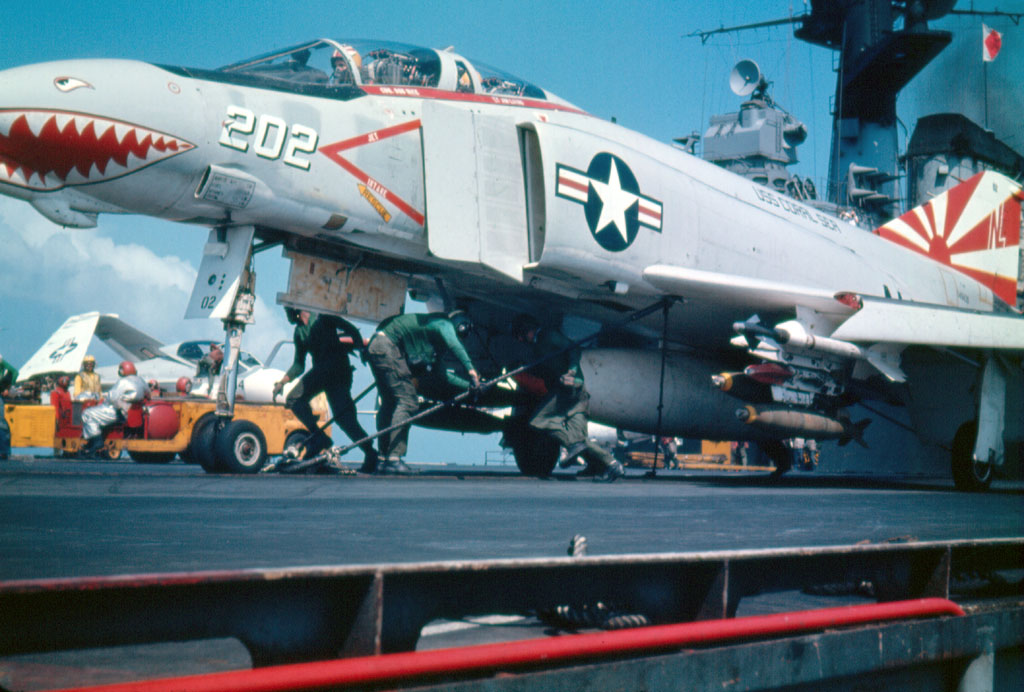
F-4B №202 зі складу ескадрильї VF-111, озброєний ракетами AIM-9D, на борту авіаносця USS Coral Sea, 1971–1972 роки.

Ефективність 454 ракет Sidewinder, запущених під час війни, виявилася не такою високою, як очікувалося. ВМС та ПС США провели дослідження ефективності дій своїх льотних екіпажів, літаків, озброєння, підготовки та допоміжної інфраструктури. ПС США провели секретне дослідження під назвою «Доповідь Червоного Барона» (Red Baron Report), а ВМС здійснили власне вивчення, що зосереджувалося переважно на ефективності повітряного озброєння, неофіційно відоме як «Доповідь Олта» (Ault Report). Після цього обидва роди військ модернізували свої ракети AIM-9 для покращення їхньої ефективності та надійності.

### Російське вторгнення в Україну
2 травня 2025 року за 50 км від порту Новоросійська, спецпідрозділом ГУР МО України було збито російський винищувач Су-30. Удар здійснили воїни спецпідрозділу ГУР МО України «Group 13» ракетою AIM-9 з безпілотної морської платформи Magura V7. Це перший в історії випадок зі знищенням реактивного винищувача морським дроном. За словами російських пропагандистів, двоє пілотів катапультувалися, їх врятував екіпаж російського цивільного вантажного судна. Літак був у складі 43-го авіаційного штурмового полку Чорноморського флоту ВМФ РФ, який базується в окупованих Саках.

## Оператори

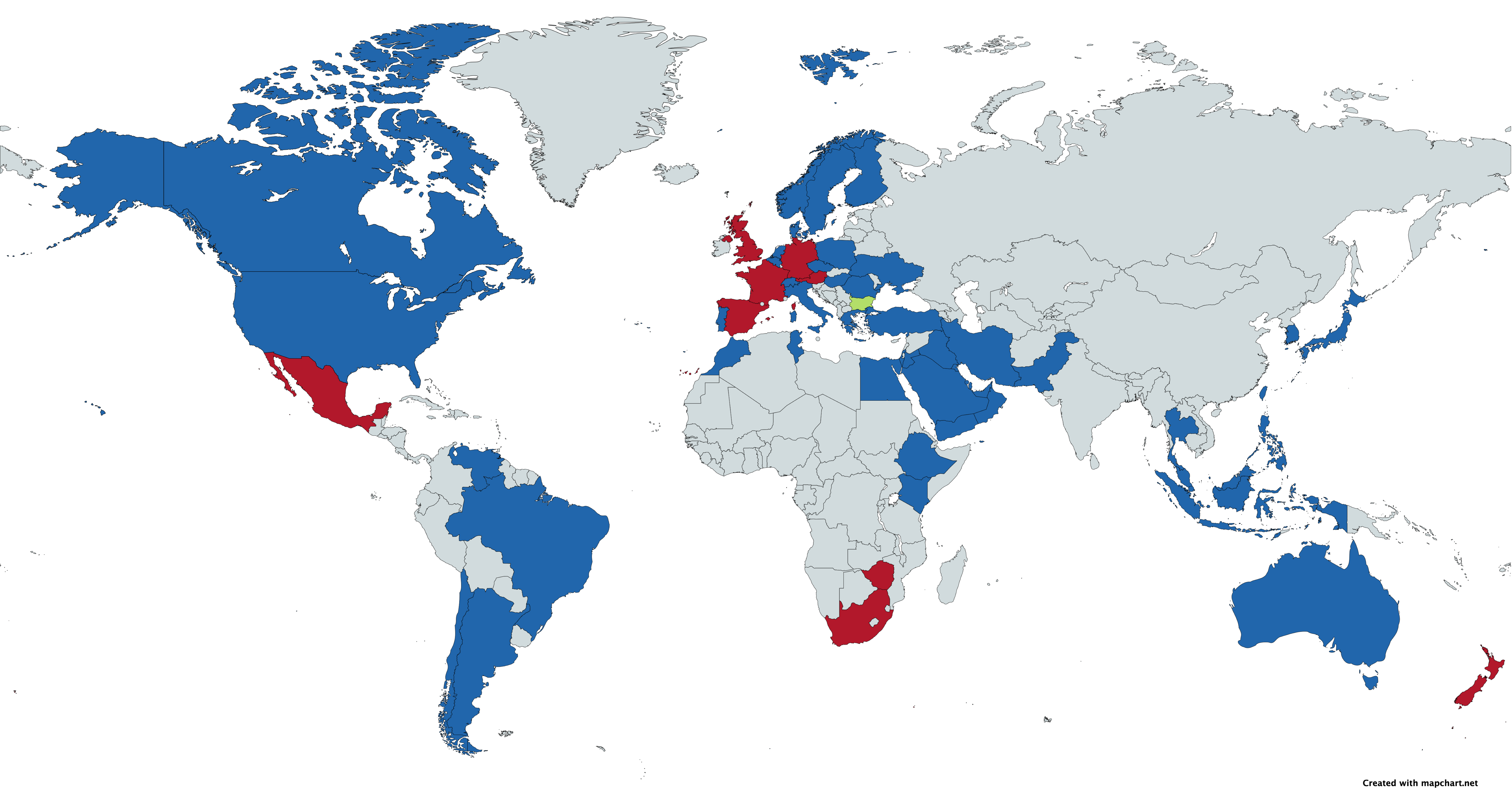
Країни-оператори ракет AIM-9 Sidewinder
Поточні
Колишні
Майбутні

### Україна
26 травня 2023 року, після зустрічі в форматі «Рамштайн» стало відомо, що Канада надасть Україні 43 ракети AIM-9 в рамках МТД для відбиття російської агресії.
В жовтні 2024 року з'явилися кадри з ракетами AIM-9X Block II на озброєнні Збройних Сил, кадри показало Повітряне командування «Центр».